# Armando Aguilar
Armando Aguilar, besser bekannt unter seinem Spitznamen Cachetón (dt. Der Pausbäckige), ist ein ehemaliger (wahrscheinlich mexikanischer) Fußballspieler, der sowohl auf der Position eines Stürmers als auch in der Defensive agierte.

## Laufbahn
Aguilar begann seine Laufbahn wahrscheinlich beim damals noch in der mexikanischen Hauptstadt beheimateten Club Necaxa, mit dem er die noch offiziell auf Amateurbasis betriebene mexikanische Fußballmeisterschaft der Saison 1937/38 gewann. Besonders torhungrig erwies Aguilar sich in der letzten Saison 1942/43 der auf Amateurbasis betriebenen Fußballmeisterschaft, als er für Necaxa insgesamt 13 Treffer erzielte und ihm in zwei Spielen (am 20. Dezember 1942 beim 4:1 gegen Moctezuma und am 28. März 1943 beim 5:3 gegen den Stadtrivalen América) jeweils ein „Dreierpack“ gelang. Auch im vorerst letzten Spiel der Vereinsgeschichte von Necaxa beim benachbarten Real Club España am 18. April 1943 steuerte er zwei Treffer zum 4:3-Sieg der Necaxistas bei.
Weil Necaxa sich zunächst dem Profifußball verweigert hatte und erst sieben Jahre später seine Entscheidung revidierte und in die Profiliga einstieg, wechselte Aguilar zum Stadtrivalen Asturias, für den er bereits im Pokalwettbewerb der Saison 1942/43 (der von Mai bis September 1943 ausgetragen wurde und bereits als Profiturnier galt) spielte. Bei den Anhängern seines neuen Vereins machte er sich spätestens im Pokalviertelfinale „unsterblich“, als er gegen den ungeliebten „spanischen Rivalen“ España drei Treffer zum 4:3-Sieg beisteuerte. Gegen die Españistas war Aguilar in jener Saison besonders erfolgreich, denn in der Punktspielrunde für Necaxa hatte er in zwei Spielen auch insgesamt vier Tore erzielt.
In den nächsten Jahren spielte Aguilar auch für den Marte FC und die Asociación Deportiva Orizabeña.

## Erfolge
- Mexikanischer Meister: 1937/38 (Amateurära), 1943/44 (Profiära)